# Chuck Feeney
Pour les articles homonymes, voir Feeney.
Charles Francis Feeney, dit Chuck Feeney, né le 23 avril 1931 à Elizabeth (New Jersey) et mort le 9 octobre 2023 à San Francisco (Californie), est un ex-milliardaire et philanthrope irlando-américain.

## Biographie
Chuck Feeney doit sa fortune à la cofondation du Duty Free Shoppers Group (DFS), enseigne très profitable dont les magasins permettent l'achat de biens libres de taxes et bénéficient de l'essor du tourisme de masse.
Il consacre sa fortune à la promotion de bonnes causes, et a créé une fondation philanthropique à laquelle il cède l'essentiel de ses avoirs. Les bénéficiaires sont nombreux et variés. L'université Cornell (dont Chuck Feeney est issu) reçoit la somme de 600 millions de dollars. Il subventionne les systèmes éducatifs irlandais, sud-africain et australien. Il soutient Fidel Castro et l'IRA, ce dernier soutien restant le plus controversé,.
Conformément à ses vœux, ces donations sont longtemps restées secrètes. Elles sont divulguées au moment de la rédaction d'une biographie parue en 2007.
En 2012, et alors que cette fondation possède encore 1,5 milliard de dollars, il annonce vouloir tout donner à l'horizon de cinq ans. Fin 2016, la fondation réalise sa dernière donation en offrant 7 millions de dollars à une association étudiante de l'université Cornell.
Chuck Feeney conserve un patrimoine estimé à un peu plus de 2 millions de dollars.

### Article de presse
- The Economist : « The secretive do-gooder », 6 octobre 2007[pas clair], p. 93, books and arts